# Karl Schmidt-Rottluff
Karl Schmidt-Rottluff, né le 1er décembre 1884, à Rottluff et mort le 10 août 1976  à Berlin, est un peintre, graphiste, plasticien, illustrateur et graveur expressionniste allemand, membre du groupe Die Brücke.

## Biographie

### Jeunesse et formation

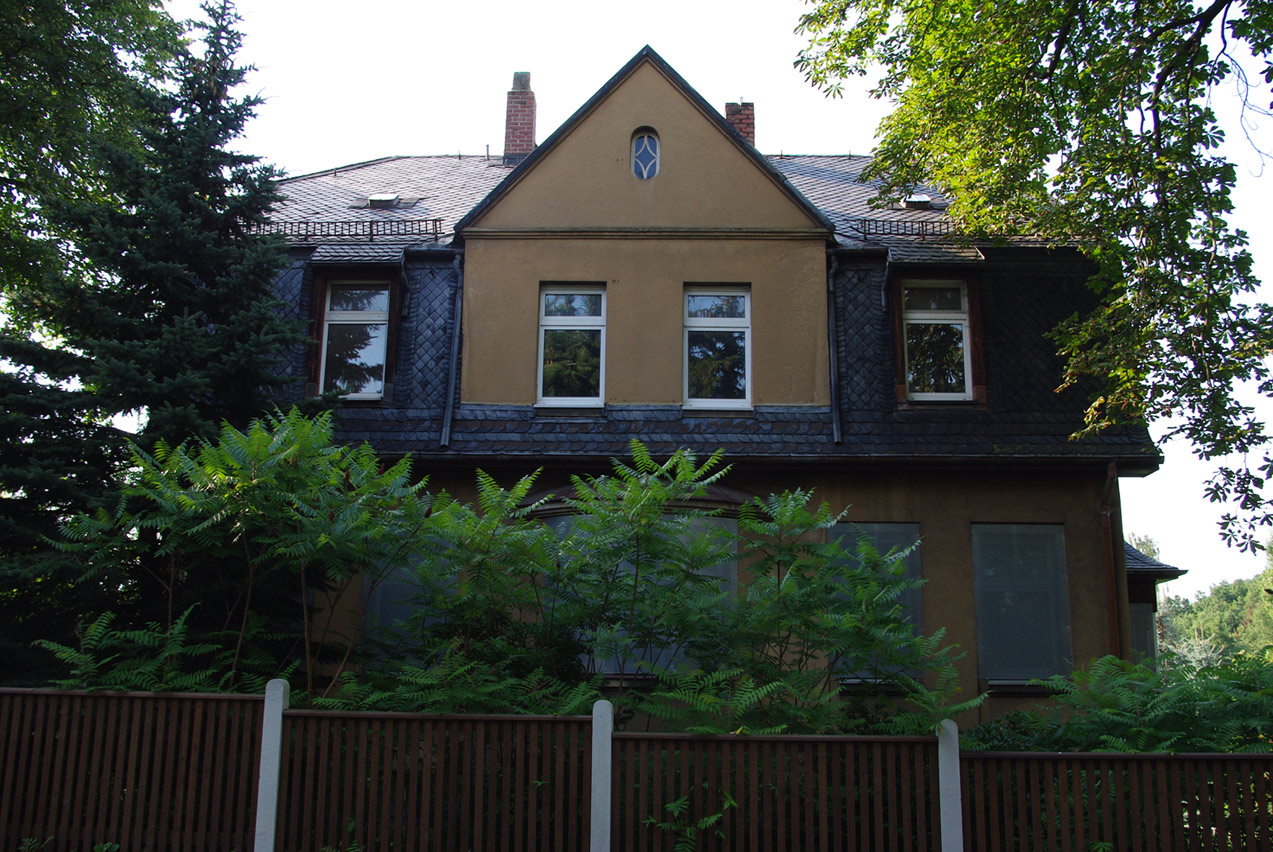
Résidence de Karl Schmidt-Rottluff, à Rotluff (quartier de Chemnitz).

Karl Schmidt naît, dans une famille modeste, le 1er décembre 1884 à Rottluff, qui est maintenant un quartier de Chemnitz (Saxe). Il est le fils du meunier Friedrich August Schmidt. Au lycée de Chemnitz, Karl Schmidt fait la connaissance, en 1901, d'Erich Heckel (né le 31 juillet 1883). Tous deux participent au cercle littéraire Vulkan. À partir de 1905, Karl Schmidt se fait appeler Schmidt-Rottluff. Comme Franz Marc, il étudie la théologie, selon la volonté de son père. En 1905 et 1906, il suit des cours d'architecture à l'École technique supérieure de Dresde, ainsi qu'Erich Heckel, qui lui fait rencontrer Ernst Ludwig Kirchner (1880-1938) et Fritz Bleyl. Fritz Schumacher est son professeur de dessin.

### Die Brücke
Le 7 juin 1905, Karl Schmitt-Rottluff fonde, à Dresde, avec Ernst Ludwig Kirchner, Fritz Bleyl et Erich Heckel, un groupe d'artistes, qu'il baptise Die Brücke (Le pont), indiquant ainsi l'intention des jeunes participants de bâtir un pont entre les éléments révolutionnaires de l'époque,. Le nom vient d'une phrase de Nietzsche, dans Ainsi parlait Zarathustra. Le groupe, issu du Jugendstil, est influencé par Hermann Obrist. Il s'installe dans une ancienne boucherie. Karl Schmidt-Rottluff interrompt alors ses études d'architecture, au bout d'un semestre, et décide de se consacrer aux arts visuels. En novembre 1905, la première exposition de Die Brücke, a lieu, dans une galerie de Leipzig. En 1906, Karl Schidt-Rottluff fait la connaissance d'Emil Nolde et l'invite à rejoindre le groupe. Hermann Max Pechstein adhère également à Die Brücke, en 1906. C'est aussi l'année où est publié le premier recueil de gravures de Die Brücke. Rosa Schapire, historienne d'art de Hambourg, participe au groupe, en tant que membre passif, à partir de 1907. Karl Schmitt-Rottluff peint son portrait, en 1911 et 1919, et décore son appartement de Hambourg, créant, pour son salon, des meubles, des textiles, des boîtes et des murs colorés. Il conçoit également des vêtements et des bijoux pour elle. Treize de ces derniers sont exposés dans les collections d'art de Chemnitz. Gustav Schiefler, juriste à Hambourg, commence à collectionner les œuvres graphiques de Karl Schmidt-Rottluff. Le peintre Max Pechstein, le seul à avoir fait des études académiques de peinture, est exclu du groupe à cause de sa participation au mouvement Sécession berlinoise. Grâce à Otto Mueller , qui rejoint le groupe en 1910, Die Brücke s'installe à Berlin, à l'automne 1911. Kirchner arrive en octobre, suivi de Heckel et Karl Schmidt-Rottluff, en décembre. C'est dans la capitale allemande que Lyonel Feininger fait découvrir le cubisme à Karl Schmidt-Rottluff. Van Dongen sert d'intermédiaire entre le groupe et les fauvistes parisiens. Le 27 mai 1913, Die Brücke se dissout et certains de ses membres se tournent vers le cubisme ou le futurisme. Karl Schmitt-Rottluff, solitaire par nature, n'a pas vraiment été un participant actif aux activités de l'association. Entre 1907 et 1912, souvent accompagné de Heckel, il séjourne, l'été, à Dangast, au nord d'Oldenburg, où il peint de nombreux tableaux.

### L'expressionnisme

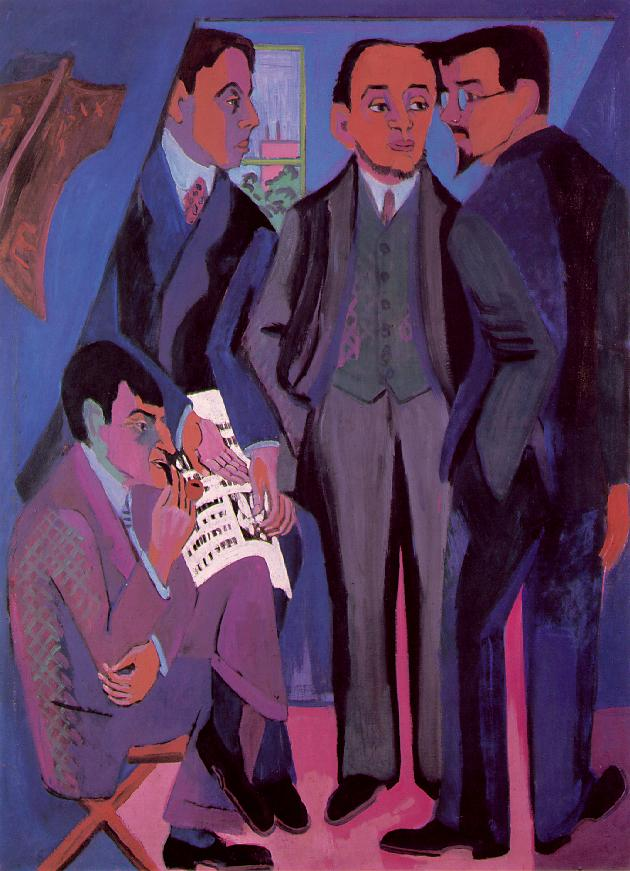
Karl Schmidt-Rottluff (à droite), aux côtés d'Otto Mueller, de Kirchner et de Heckel. Eine Künstlergemeinschaft, peinture d'Ernst Ludwig Kirchner, 1926.

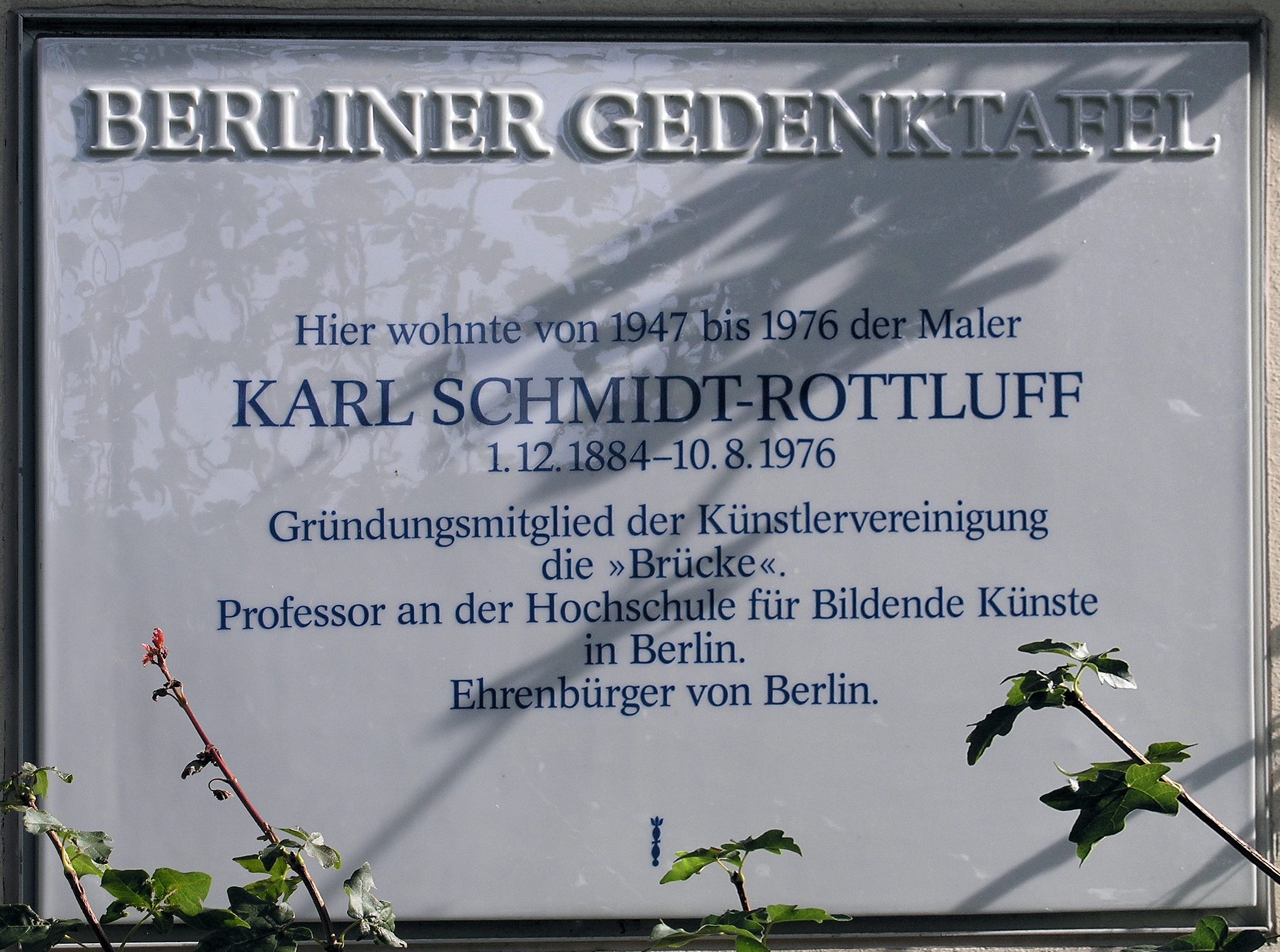
Plaque commémorative, au numéro 136 de la Schützallee (Berlin-Zehlendorf), où Karl Schmidt-Rottluff a vécu, de 1947 à 1976.

Karl Schmitt-Rottluff participe, en 1910, aux expositions de la Nouvelle Sécession, à Berlin. Il découvre la sculpture de l'Afrique. En 1911, il effectue un voyage en Norvège, au cours duquel il peint un certain nombre de paysages. Il fréquente également le groupe Der Blaue Reiter, participant à la seconde exposition de ce dernier, en 1912, à Munich. Cette même année, il expose également avec le Sonderbund, à Cologne, aux côtés de Heckel et Kirchner, avec lesquels il se rend, à la fin de l'été, sur l'île de Fehmarn, dans la mer Baltique. En 1912, il voyage à Paris, en Italie et en Dalmatie. Il rejoint la Nouvelle Sécession en 1914, ce qui lui permet d'organiser ses premières expositions particulières. La première a lieu à la galerie Fritz Gürlitt. Karl Schmidt-Rottluff répond à une enquête menée par le périodique Kunst und Künstler, sur la définition d'un nouveau programme pour l'art. À cette époque, il est influencé par Picasso et le cubisme, ainsi que par l'art africain. C'est aussi la période où il peint ses premiers portraits et réalise également des sculptures. Il expose à Hambourg et Iéna.
Durant la Première Guerre mondiale, il s'engage comme soldat dans un bataillon du génie, en Lituanie et en Russie, de mai 1915 à 1918. Il est affecté à l'État-major. En 1916, il participe activement à la fondation, à Berlin, du Groupe de novembre (allemand : November Gruppe). Traumatisé par la brutalité des combats et incapable de peindre, il pratique alors la gravure sur bois, créant notamment un cycle de huit œuvres religieuses sur des thèmes du Nouveau Testament, en 1917 et 1918, inspiré par les horreurs de la guerre et où les plages noires prédominent. 
Après la guerre, il épouse la photographe Emmy Frisch, en 1918. Entre 1918 et 1921, il est membre du Conseil ouvrier pour l'art et participe au journal Action. L'architecte Walter Gropius l'invite, en 1919, à donner des cours à l'institut du Bauhaus. Il enseigne également à l'Académie de Berlin. En collaboration avec Rosa Schapire et Wilhelm Niemeyer (de), il fonde la publication expressionniste Die rote Erde (La terre rouge) et, en 1920 et 1921, le journal d'art Kündung. En 1932, il s'installe à Rumbke (pl), sur le lac de Leba (de), en Poméranie. 
Cette période est marquée par l'influence de Vincent van Gogh, d'Edvard Munch et de l'art primitif. La vie paysanne devient un de ses sujets de prédilection. L'artiste voyage au Tessin (1928 et 1929), dans les monts du Taunus, en Italie (1923), à Paris (1924) et à Rome, où il passe l'année 1930 à l'Académie allemande de la villa Massimo. En 1931, il est nommé membre de l'Académie prussienne des arts. Lors des Jeux olympiques de 1936, la galerie Ferdinand Möller (Ferdinand Möller Galerie) expose 70 de ses aquarelles. La même année, Karl Schmidt-Rottluff  expose à la Galerie Westermann (Westermann Gallery), à New York. En février et mars 1937, 40 aquarelles sont exposées à Berlin, à la galerie Karl Buchholz (de).

### Art dégénéré
En 1938, 608 œuvres d'art de Karl Schmidt-Rottluff sont qualifiées d'art dégénéré (Entartete Kunst), par les nazis, et retirées des musées allemands. 25 d'entre elles sont présentées dans l'exposition Entartete Kunst. Celle-ci, conçue par Goebbels, stigmatise la presque totalité de l'art moderne. Karl Schmidt-Rottluff y figure, aux côtés de Kirchner, Matisse, Picasso, Van Gogh et Chagall. Plusieurs de ses œuvres sont détruites par le feu, lors de l'autodafé de peintures du 20 mars 1939, dans la cour de la caserne centrale des pompiers de Berlin (de). Pendant le même temps, comme Ernst Barlach et Emil Nolde, il présente une partie de son travail à l'Exposition d'artisanat, qui se tient sous le patronage du Front allemand du travail. Rosa Schapire se réfugie en Angleterre, en 1939, emportant avec elle plusieurs de ses œuvres.
En 1941, Karl Schmidt-Rottluff est interdit d'exercice de la peinture et exclu de la Chambre de la Culture du Reich (allemand : Reichskammer der bildenden Künste). La lettre de renvoi est rédigée par Adolf Ziegler, le dirigeant de cette institution. Cette mise à l'écart est, en fait, la fin d'un long processus, commencé en 1933 par son exclusion de l'Académie des arts de Prusse, lors de l'avènement du nazisme, et poursuivi, en 1936, par une interdiction d'exposition. À partir de 1941, le peintre est surveillé par la police nazie. Il quitte alors Berlin pour se retirer à Rottluff. Cette même année, les bombardements de Berlin détruisent son appartement et son atelier, ainsi qu'une partie importante de son œuvre. D'autres peintures, stockées en Silésie, sont détruites en 1945.

### Après la Seconde Guerre mondiale

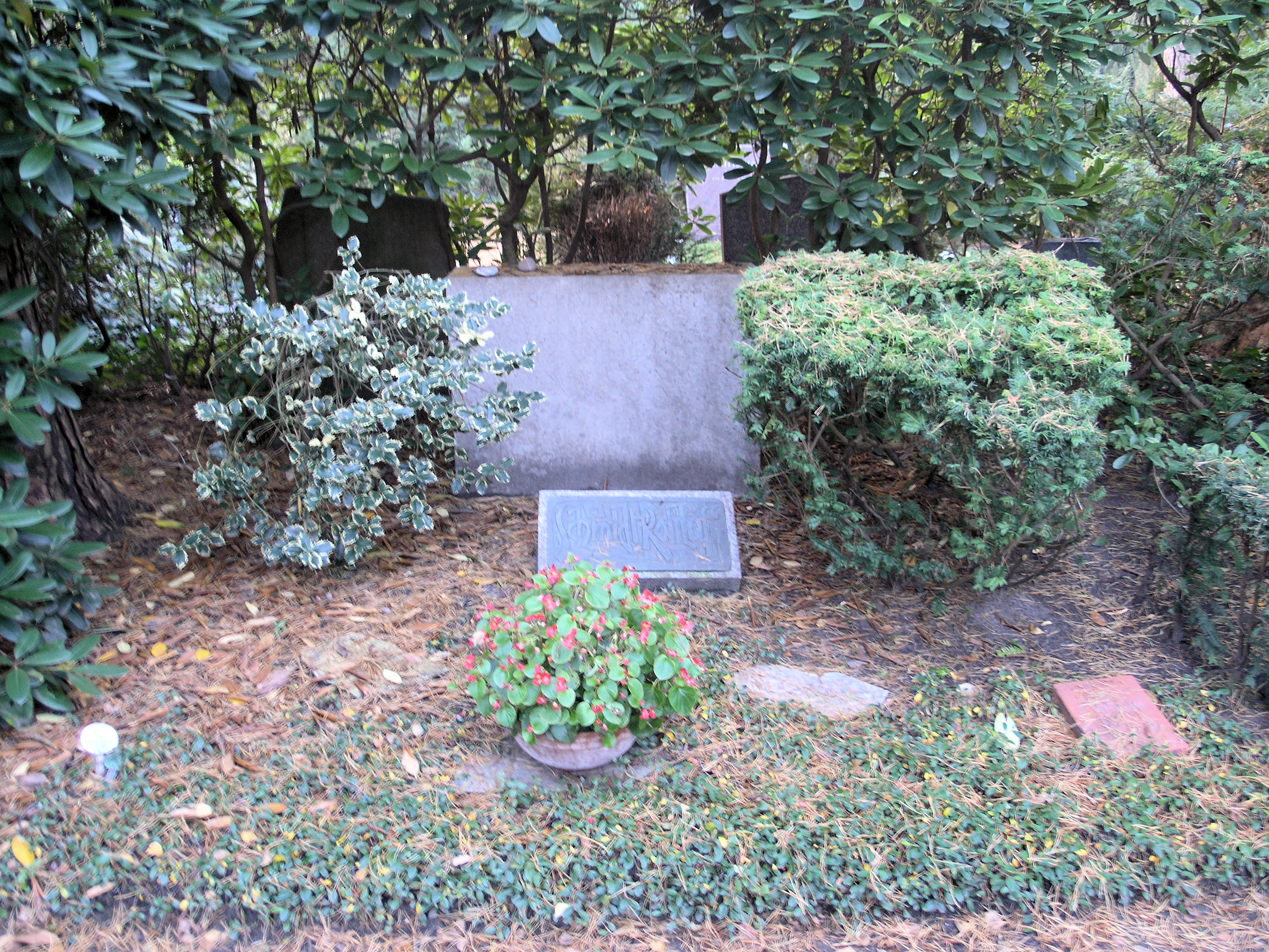
Tombe de Karl Schmidt-Rottluff, 47 Hüttenweg, à Berlin-Dahlem.

Après la Seconde Guerre mondiale (1939-1945), Karl Schmitt-Rottluff revient à Berlin, en 1946, et préside la Ligue culturelle pour le renouveau démocratique. Il recommence à peindre. En 1947, il est nommé professeur à l'université des Beaux-Arts, à Berlin-Charlottenburg, où il enseigne jusqu'en 1954. Il se rend à Ascona, en 1949. Il participe à l'exposition documenta 1, à Cassel, en 1955. En 1964, il abandonne la peinture sur toile pour l'aquarelle. Lors de son quatre-vingtième anniversaire, en 1964, il propose de créer, à Berlin, un musée consacré à Die Brücke. Après trois ans de travaux le musée est ouvert à Berlin-Zehlendorf, le 15 septembre 1967, avec plusieurs œuvres données par Karl Schmitt-Rottluff lui-même et Erich Heckel, encore en vie à ce moment-là.
En 1974, à l'occasion du 90e anniversaire de sa naissance, Karl Schmitt-Rottluff est nommé membre honoraire de l'Académie d'État des beaux-arts de Stuttgart (de), sur la proposition de son recteur, Wolfgang Kermer. Il est membre de l'Association des artistes allemands (allemand : Deutscher Künstlerbund). Dernier survivant de Die Brücke, il meurt, à l'âge de 91 ans, le 10 août 1976, à Berlin, après une longue maladie, quelques mois après Emmy Schmidt-Rottluff en 1975. Il est enterré dans le cimetière forestier de Dahlem, à Berlin-Dahlem. Le premier directeur du musée de Die Brücke prononce son éloge funèbre. Sa tombe est une des tombes d'honneur de Berlin.

### Les séjours au bord de la mer Baltique

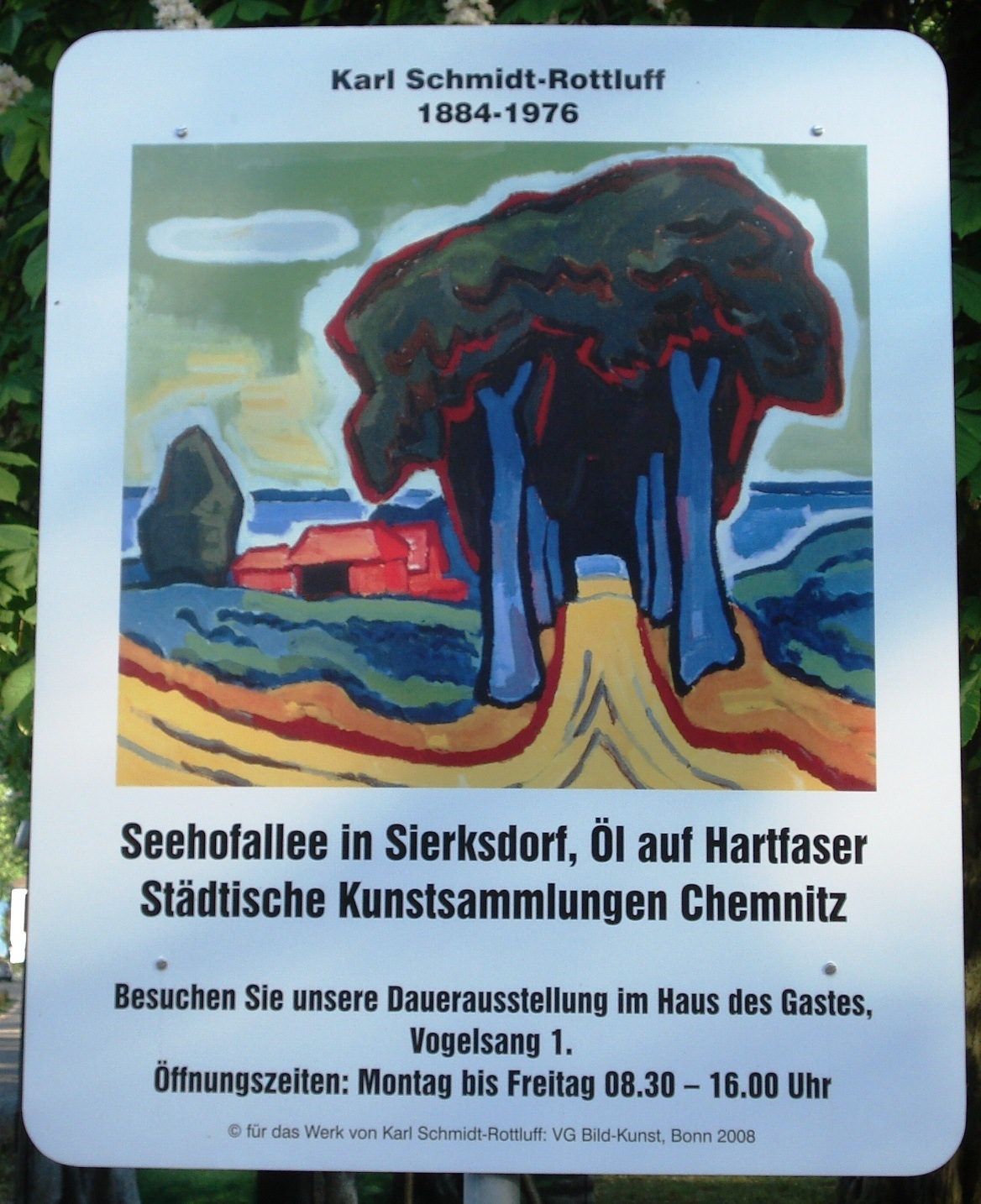
Le tableau Seehofallee in Sierksdorf, de Karl Schmidt-Rottluff, sur le panneau d'information de l', à Sierksdorf.

Tout au long de sa vie, Karl Schmidt-Rottluff effectue des séjours au bord de la mer Baltique. Il y peint des paysages de couleurs vives et aux dessins simples, ainsi que des natures mortes. Les séjours sont : 
- 1906 : île d'Alsen (danois : Als), au Danemark aujourd'hui à l'époque dans l'Empire allemand, en compagnie de Nolde[17].
- 1913 : Nida, sur l'isthme de Courlande (Prusse orientale)[27].
- 1914 et 1919 : Hohwacht, dans la baie de Lübeck, sur la côte du Holstein[14].
- 1920 à 1931 : Jarosławiec, en Poméranie.
- 1932 à 1943 : Rumbke, sur le Lebasee (polonais : Lebsko).
- 1951 à 1970 : Sierksdorf, dans la baie de Lübeck.

## Œuvres
Parmi les œuvres de Karl Schmidt-Rottluff, les paysages occupent une place prépondérante. Cependant, on trouve des portraits, notamment de l'historienne d'art Rosa Schapire, avec laquelle il se lie d'amitié, et de Lyonel Feininger, un représentant de l'expressionnisme. Karl Schmidt-Rottluff peint aussi des nus. C'est un graveur prolifique, avec 446 gravures sur bois, 121 lithographies, 70 gravures, 96 intailles et 78 estampes commerciales non numérotées recensées dans le catalogue raisonné, établi par Rosa Schapire. Pratiquement toutes ses gravures sont exécutées entre 1905 à 1927, date à laquelle il abandonne tout travail graphique. De 1906 à 1912, il réalise ses propres impressions, en tirages limités. Après cette période, il embauche des professionnels et fait des éditions de 25 à 30 exemplaires. On notera, en particulier, les gravures sur bois produites durant l'année 1914.

### Peintures
- 1905 - Aepfel[29].
- 1905 - Nudo accovacciato[16].
- 1906 - Al mare (costa scoscesa)[16].
- 1906 - Gartenstraße.
- 1906 - Gärtenerei - huile sur carton, Brücke-Museum, Berlin[16].
- 1906 - The Little House.
- 1907 - Das Blaue Haus.
- 1907 - Jour de vent.
- 1907 - Paisaje de otoño en Oldenburg - musée Thyssen-Bornemisza, Madrid (Espagne)[30].
- 1908 - Mittag im Dangaster Moor - huile sur toile[31].
- 1909 - Paysage de Dangast - aquarelle.
- 1909 - Strandkörbe - Brücke Museum, Berlin[22].
- 1909 - Strand mit Körben[29].
- 1909 - Vareberhafen - Musée d'art d'Oklahoma City, Oklahoma City, Oklahoma.
- 1910 - Allée.
- 1910 - Autoportrait au monocle[32].
- 1910 - Barrage.
- 1910 - Deichdurchbruch - Brücke-Museum, Berlin[14].
- 1910 - Dorfweg - huile.
- 1910 - Einfahrt[29].
- 1910 - Gutshof in Dangast - huile.
- 1910 - Haus unter Bäumen.
- 1910 - Paysage de Dangast[5].
- 1910 - Roter Turm im Park - Musée Städel, Francfort, Allemagne[33].
- 1911 - À la gare - Galerie autrichienne, Vienne.
- 1911 - Atelierpause.
- 1911 - Bildnis Rosa Schapire - Brücke-Museum, Berlin[34].
- 1911 - Dangaster Allee - huile sur toile, 87,5 × 95 cm, Musée d'État pour l'art et l'histoire culturelle, Oldenburg[6].
- 1911 - La lectrice.
- 1911 - Landschaft[22].
- 1911 - Landschaft mit Feldern.
- 1911 - Lofthus - musée de Hambourg.
- 1911 - Portrait Dr Paul Rauert (de) - collection privée.
- 1911 - Norwegische Landschaft (Skrygedal) - musée Buchheim[22].
- 1911 - Roter Giebel[23].
- 1911 - Vorfruehling.
- 1912 - Après le bain[5].
- 1912 - Donna pensierosa[16].
- 1912 - Fille à la Toilette.
- 1912 - Häuser bei Nacht - Musée d'art moderne, New York.
- 1912 - Petriturm in Hamburg - collection privée.
- 1912 - Pharisäer - Musée d'art moderne, New York[31].
- 1912 - Rising Moon - Musée d'art de Saint Louis, Saint Louis, Missouri.
- 1912 - Still Life with Yellow Tulips - Albertina, Vienne, Autriche.
- 1912 - Trois Nus.
- 1912 - Villa mit Turm - Musée d'art de Mannheim, Mannheim.
- 1912 - Zwei Badende - huile sur toile, 76,5 cm.
- 1912 - Zwei Frauen - huile sur toile, Galerie Tate, Londres[31].
- 1913 - Akte in den Dünen, Brücke-Museum, Berlin.
- 1913 - Baigneurs - Musée d'art du comté de Los Angeles[35].
- 1913 - Boats at the beach - huile sur toile, 65 × 74 cm.
- 1913 - Fischerboote - Musée d'État d'art Ball, Indiana[29].
- 1913 - Quatre Baigneuses sur la plage[36].
- 1913 - Quatre nageurs sur la plage.
- 1913 - Rote Düne - huile sur toile, 66,0 × 74,2 cm, collection Hermann Gerlinger[37].
- 1913 - Soleil dans les pins - musée Thyssen-Bornemisza, Madrid (Espagne)[30].
- 1913 - Stilleben mit Gefäßen[38].
- 1913 - Village on the Sea - Musée d'art de Saint Louis, Saint Louis, Missouri.
- 1914 - Freundinnen - toile.
- 1914 - Mädchenkopf - Galerie d'art de Nouvelle Galles du sud, Sydney, Australie.
- 1914 - Zwei Frauen - Musée Von der Heydt, Wuppertal[12].
- 1915 - Frau mit Tasche - galerie Tate, Londres.
- 1918 - La silla[5].
- 1919 - Bildnis Rosa Schapire - galerie Tate, Londres[39].
- 1919 - Christus[9].
- 1919 - Drei Frauen am Meer - musée Buchheim (de)[22].
- 1919 - Muchacha peinándose[5].
- 1919 - Nuit sur la mer.
- 1919 - Portrait d'Emy[9].
- 1919 - Selbstbildnis mit Cigarre - musée de Wiesbaden.
- 1919 - Wasserträgerin - huile.
- 1920 - Aufgehender Mond[31].
- 1920 - Barbe-verte.
- 1920 - Conversations de la mort[5].
- 1920 - Luna azul[36].
- 1920 - Mädchen - Collections d'art, Chemnitz.
- 1920 - 1922 - Mond und Meer.
- 1921 - Heuernte[29].
- 1921 - Wäscherinnen - huile.
- 1922 - Leuchtturm mit Mondsichel - aquarelle, 49,2 × 60,0 cm, collection Hermann Gerlinger[37].
- 1922 - Patroklusturm.
- 1923 - Blumenstilleben.
- 1923 - Mujer en azul[36].
- 1923 - Promenade - Brücke-Museum, Berlin.
- 1924 - Lune sur le village - aquarelle, Düsseldorf.
- 1925 - Abend am Meer.
- 1925 - Double Portrait of S.and L. I - toile, 65,5 cm[5].
- 1925 - Double Portrait II.
- 1925 - Schwertlilien[35].
- 1925 - Waldlandschaft[38].
- 1926 - Herbst am Vietzker See - aquarelle et encre sur papier, 51 × 72,4 cm[38].
- 1926 - Nach dem Bade - Brücke-Museum, Berlin.
- 1927 - 1929 - Gebirgslandschaft.
- 1929 - Zomerochtend.
- 1930 - Nächtlicher Mittelmeerhafen, Musée de Wiesbaden.
- 1930 - Villa Hadriana[40].
- 1931 - Pommersche Moorlandschaft[41] - Musée de la Sarre, Sarrebruck.
- 1934 - Angler auf der Brücke - Brücke-Museum, Berlin[42].
- 1934 - Seerosen[29].
- 1935 - Abend im Zimmer - musée de Wiesbaden.
- 1936 - Reflejo de nubes - musée Thyssen-Bornemisza, Madrid (Espagne)[30].
- 1937 - Blumenstilleben[38].
- 1937 - Dünental mit totem Baum.
- 1937 - Fischerbucht[22].
- 1944 - Selbstbildnis.
- 1947 - Wanderdüne am Haff - huile sur toile, 93 × 114 cm, Brücke-Museum, Berlin.
- 1948 - Bodegón[5].
- 1949 - Stilleben mit Holzplastik[11].
- 1950 - Gelbe Lupine - aquarelle et encre sur papier, 70 × 47,5 cm[38].
- 1950 - Lampionblumen im Glaskrug - aquarelle et encre sur papier, 68,5 × 48,5 cm[43].
- 1950 - Mujer leyendo - Brücke-Museum, Berlin[5].
- 1950 - Weg in Ascona[11].
- 1953 - Conchas de mar - musée Thyssen-Bornemisza, Madrid (Espagne)[30].
- 1954 - Afrikanisches[40].
- 1954 - Stilleben im Freien - aquarelle sur papier, 48 × 67 cm[43].
- 1955 - Anlegestelle am Strom - Brücke-Museum, Berlin[42].
- 1955 - Dünenkap - aquarelle.
- 1956 - Mond über der Küste - huile sur isorel, Brücke-Museum, Berlin[5].
- 1956 - Seehofallee in Sierksdorf - huile sur masonite, Collections municipales d'art, Chemnitz[44].
- 1956 - Stillleben mit Pflaumen.
- 1957 - Die Groβe Wolke - Brücke-Museum, Berlin[42].
- 1959 - Embarcadère sur la rivière - Musée d'État du Schleswig-Holstein, Schleswig.
- 1959 - Weiden an der Landstrasse.
- 1960 - Blumen[45].
- 1961 - Blumenstilleben[38]
- 1961 - Lübecker Bucht - Brücke-Museum, Berlin[42].
- 1962 - Stillleben mit Bananen - aquarelle et encre.
- 1963 - Mond Im August[40].
- 1964 - Die Sierksdorfer Bucht - huile sur craie, Musée maritime international, Hambourg[46].
- 1968 - Mit dem Hirschgeweih - aquarelle et encre sur papier, 50 × 69 cm[43].
- 1969 - Jardin d'Hiver.
- Apfelbäume.
- Ascona.
- Bateaux à flot.
- Bateaux de pêche[29].
- Blooming Trees.
- Campesina regresando de la taberna[36].
- Corner of a Park.
- Couleurs hivernales[9].
- Deux paysans[9].
- Devozione alla stelle.
- Die Neuen Hauser.
- Fünf Tulpen - aquarelle et encre sur papier, 69,4 × 49,6 cm[47].
- Garden in Winter - aquarelle[9].
- Handwerker.
- Heckel seated.
- Kakteen - 39 cm.
- Köpfe I - Musée d'art de Milwaukee, Milwaukee, Wisconsin.
- Landscape with Lighthouse.
- Landschaft im Herbst[29].
- Landschaft mit Sitzender Figur.
- Liegender weiblicher Akt.
- Lofthus Landscape.
- Lune dans une chambre[9].
- Madchen aus Kowno.
- Mädchen vor dem Spiegel[9].
- Maedchenakt.
- Marschlandschaft mit rotem Windrad.
- Mujer aseándose[36].
- Nature morte[9].
- Norwegische Küstenlandschaft.
- Ohne Titel - Collection Frieder Burda[48].
- Oostseebucht[49].
- Parco.
- Parkweg - Musée d'art Allen, Oberlin College, Ohio.
- Passant sur la plage[9].
- Prato im Maggiatal - huile sur toile.
- Printemps[40].
- Regenbogen über Dorfhäusern.
- Roemisches Stilleben.
- Self-Portrait[9].
- Sonnenblumen auf grauem Grund.
- Taunusfrühling[29].
- The White Cloud.
- Tulpen am Fenster.
- Two Girls in a Garden.
- Untitled (three figures in a sailboat) - Musée d'art Block à l'université du nord-ouest, Illinois.
- Waldwege im Spessart.
- Wanderdüne.
- Warmer Fruehling - im Taunusgebirge.
- Wasserlilien[22].
- Weisses Haus.

### Sculpture
- 1917 - Principal  - sculpture sur bois.

### Gravures
Karl Schmidt-Rottluff a non seulement laissé une œuvre picturale importante, mais il est aussi l'un des graveurs les plus importants de l'expressionnisme.
- 1905 - Bäume im Winter - gravure sur bois, Brücke-Museum, Berlin[45].
- 1905 - Femme au chapeau - gravure sur bois.
- 1906 - Liegender Akt - gravure sur bois, Brücke-Museum, Berlin[38].
- 1906 - Selbstporträt.
- 1907 - Dresden - Elbhafen - lithographie[51].
- 1909 - Paar[45].
- 1910 - Deux Femmes - gravure sur bois, musée de Kiel.
- 1911 - Abendunterhaltung - gravure sur bois, Brücke-Museum, Berlin.
- 1911 - Haus hinter Bäumen - gravure sur bois, Brücke-Museum, Berlin.
- 1911 - Heads I[22].
- 1911 - Norwegische Landschaft - gravure sur bois, Brücke-Museum, Berlin.
- 1913 - Autoretrato - xylogravure[18],[52].
- 1913 - Haus mit Pappeln[38].
- 1913 - In the Studio[38].
- 1913 - Nehrungslandschaft - gravure sur bois, Brücke-Museum, Berlin.
- 1913 - 1924 - Die Bucht - gravure sur bois coloriée, Brücke-Museum, Berlin[53].
- 1914 - Femme au collier - gravure sur bois, Galerie d'État, Stuttgart.
- 1914 - Jünglingskopf[45].
- 1914 - Kniende[45].
- 1914 - Le soleil - gravure sur bois.
- 1914 - Melancolía - gravure sur bois[5].
- 1914 - Selbstbildnis - gravure sur bois[54].
- 1914 - Table des Illustrations pour « Zehn Holzschnitte », 1914 - ventes aux enchères Artcurial, Briest - Poulain - F. Tajan, à Paris, 22 juin 1999, no 42[55].
- 1915 - Katzen - publiée en 1919, Musée d'art moderne, New York.
- 1915 - Kopf - Schapire no 174, Davis-Riffkind no 2552, gravure sur bois, impression sur papier vélin, publiée dans Die Aktion, en 1915, texte imprimé en bas à gauche : « Schmidt-Rottluff », en bas à droite : « Originale Holzschnitte », 248 × 177 mm, valeur : 2 140 €[56].
- 1915 - Kopf - Schapire no 189, Davis-Riffkind no 2550, gravure sur bois, impression sur papier vélin, publiée dans Genius, en 1919, texte imprimé au verso : « Karl Schmidt-Rottluff / Kopf. Original-Holzschnitt 1915 », 170 × 237 mm, valeur : 3 300 €[56],[57].
- 1915 - Weiblicher Kopf[45].
- 1915 - Zwei Akt - Schapire no 173 - gravure sur bois, impression sur papier vélin, publiée dans Die Aktion, en 1916, 250 × 187 mm, valeur : 2 520 €[56],[58].
- 1915 - Fraukopf - Schapire no 191, Davis-Riffkind no 2551, gravure sur bois, tirage à 600 exemplaires, sur papier vélin, publiée dans Deutsche Graphiker der Gegenwart, en 1920, à Leipzig, texte imprimé au verso : « originalholzschnitt. », 260 × 180 mm, valeur : 3 300 €[56],[58],[59].
- 1916 - Frauenkopf - gravure sur bois[22].
- 1916 - Kopf eines Mannes - Van Gelder Zonenvélin, 28 × 20 cm, Collection d'art de l'université de Syracuse[60].
- 1916 - Landschaft mit Sonne[45].
- 1917 - Dünen und Mole - gravure sur bois coloriée, 45,8 × 50 cm, collection Hermann Gerlinger[37].
- 1917 - Kuhweide[45].
- 1917 - Madchen mit Zopfen - Schapire no W200, Davis-Riffkind no 2554, gravure sur bois, tirage à 110 exemplaires, sur papier vélin, publiée dans Das Kunstblatt, en 1918, 216 × 150 mm, valeur : 3 690 €[56].
- 1917 - Mann und Frau in Mondschein - Schapire no 198, gravure sur bois, impression sur papier vélin, publiée dans Die Aktion, en 1917, 275 × 112 mm, valeur : 2 530 €[56],[57].
- 1917 - Menschenpaar - Schapire no 199, gravure sur bois, tirage à 110 exemplaires, sur papier vélin, publiée dans Das Kunstblatt, en 1918, texte imprimé en bas à gauche : « Schmidt-Rottluff », en bas à droite : « Original Holzschnitt », 201 × 148 mm, valeur : 3 310 €[56].
- 1918 - Christ - gravure sur bois[5].
- 1918 - Christ and Judas - Musée d'art Palmer, Université d'État de Pennsylvanie.
- 1918 - Christ et la femme adultère - gravure sur bois.
- 1918 - Emmaus - gravure sur bois.
- 1918 - Gang nach Emmaus - gravure sur bois[9].
- 1918 - Gekreuzigter - vente aux enchères Nagel, Stuttgart, 27 juin 2012, no 1013, vendu 3 000 €[61].
- 1918 - 9 Holzschnitte (Titelblatt zur Holzschnittmappe) - Reed no 123, Davis-Riffkind no 2562, gravure sur bois, tirage à 75 exemplaires, impression sur papier Van Gelder Zonen, 66,68 × 51,44 cm, Musée d'art du comté de Los Angeles, Los Angeles, Californie[62],[28],[38],[63],[64].
- 1918 - Kiss of Love - gravure sur bois.
- 1918 - Kopf - Schapire no 208, Wietek no 121, gravure sur bois, tirage à 75 exemplaires, signés et numérotés, sur papier à marges larges, publiée dans le portfolio Neun Holzschnitt et, en 1919, dans la revue Genius, 220 × 171 mm[56].
- 1918 - Kopf - Schapire no 224, Davis-Riffkind no 2563:6, gravure sur bois, tirage à cent exemplaires, sur papier à la cuve, publiée dans Die Aktion, 127 × 88 mm, valeur : 2 140 €[56],[65].
- 1918 - Maria - gravure sur bois[9].
- 1918 - Petri Fischzug - gravure sur bois, tirage à 75 exemplaires, imprimée par Karl Schmidt-Rottluff et W. Drugulin (Leipzig), publiée par Kurt Wolff Verlag (Munich), 53,3 × 70,5 cm, Musée d'art moderne (New York) no 918.1969[38].
- 1919 - Kleine Prophetin - Schapire no W253, Davis-Riffkind no 2565, gravure sur bois, tirage à environ 600 exemplaires, 180 × 120 mm, valeur : 2 920 €[56],[58],[66].
- 1919 - Moses[38].
- 1919 - Selbstbildnis.
- 1920 - Ostseeküste[38].
- 1921 - Lesender Mann - Schapire no W274, Davis-Riffkind no 2571, gravure sur bois, publiée dans Genius, en 1921, 181 × 132 mm, valeur : 2 530 €, Musée d'art moderne, New York[56].
- 1922 - Die Lebensgeschichte - xylogravure sur papier fait main, 49,21 × 73,5 cm[43].
- 1922 - 1926 - Ville dans la montagne.
- 1923 - Anlandende Fischer - estimation : 3 800 à 4 800 €, vente aux enchères Ahrenshoop, Ostseebad-ahrenshoop, 4 août 2012, no 87[55].
- 1923 - Der Angler - Wietek no 150, Rathenau no 4, gravure sur bois, tirage à 3 000 exemplaires, par la galerie Nierendorf, en 1970, 181 × 130 mm, valeur : 800 €[45].
- 1923 - Holzschnitte - Schapire no S.13, Davis-Riffkind no 2576, Rathenau no 71, gravure sur bois, tirage à 400 exemplaires, dont 330 pour l'édition normale, impression sur papier Van Gelder Zonen (31,75 × 24,13 cm) ou Johann Wilhelm (17,8 × 13,1 cm), Musée d'art du comté de Los Angeles, Los Angeles, Californie[62],[28],[67],[68].
- 1923 - Karl Schmidt-rottluff's Graphisches Werk Bis 1923 - vente aux enchères Bonhams, Londres, 11 juillet 2012, no 50[55].
- 1924 - Drei Männer im Gespräch, im Hintergrund Holzfäller - gravure sur bois[45].
- 1924 - Paysan martelant sa faux - eau-forte.
- Alte mit Spaten.
- Bei den Netzen - Musée d'art moderne, New York.
- Bildnis Valentiner 1[22].
- Boote auf See - Musée d'art moderne, New York.
- Christus unter den Frauen - valeur : 2 500 €[1].
- Drei am Tisch.
- Dune and Pier - gravure sur bois.
- Gespräch vom Tod - valeur : 1 400 €[1].
- Girl and cat.
- Häuser und Mond - gravure sur bois.
- Heads - Milwaukee.
- Lago Maggiore - valeur : 1 800 €[1].
- Mädchen.
- Mutter - gravure sur bois, Musée d'art moderne, New York.
- Nordische Landschaft - valeur : 3 000 €[1].
- Portrait of Otto Mueller.
- Russian Landscape with Sun - Musée d'art moderne, New York.
- Saint Francis - Musée d'art moderne, New York.
- Selbstbildnis I.
- Straße durch Gebirgstal mit Ochsenwagen - valeur : 3 000 €[1].
- The Three Magi - Musée d'art moderne, New York.
- Valentin I - gravure sur bois[9].
- Zwei Männer am Tisch - Musée d'art moderne, New York.

### Dessins
- 1908 - Altdresdner Häuser[45].
- 1910 - 1915 Stehender Weiblicher Akt[38].
- Blumenstilleben - encre et pastel sur papier vergé, 27 × 38 cm[47].
- Blumenstilleben - encre et pastel sur papier vergé, 39,8 × 26,3 cm[47].
- Landschaft Mit Weg - vente aux enchères Hampel, Munich, 20 septembre 2012, no 821[55].
- Liegender Akt.
- Pavillons im Großen Garten (Dresden) - valeur : 4 000 €[1].
- Still Life With Bottle And Flowers - vente aux enchères galerie Koller, 22 juin 2012, Zurich, no 3244[61].
- Summer Chrysanthemums - Musée d'art Allen, Oberlin College, Ohio.
- Vase mit Blütenzweig - valeur : 6 000 €[1].
- Weg ins Dorf - encre et pastel sur papier vergé, 40 × 54 cm[47].

### Tapisserie
- 1910 - 1911 - Wall-hanging - tapisserie murale, coton brun rehaussé d'applications en vert, noir, beige, bleu et blanc (différents tissus), support en coton rouge, 198 × 142 cm, créée pour Wilhelm Niemeyer, l'un des organisateurs des Expositions du Sonderbund, vente aux enchères De Vuyst, à Lokeren, 12 mai 2012, no 193[55].

### Arts décoratifs
- Pendentif en acajou.

## Style
À ses débuts, Karl Schmidt-Rottluff est nettement influencé par l'impressionnisme, ainsi que par les œuvres d'art qu'il a pu voir au musée ethnographique de Dresde. Il prend souvent comme sujets des paysages de l'Allemagne du nord et de Scandinavie, notamment des paysages hivernaux. À partir de 1923, sous l'influence de la lithographie, les formes géométriques prennent une place plus importante dans son œuvre, avec des contours courbes ou arrondis, fortement stylisés. Sa peinture présente des effets dynamiques, avec une pâte épaisse. Son style est agressif, avec des couleurs pures explosives, sous l'influence des fauves. La composition se simplifie et devient plus monumentale. L'absence de perspective fait de certains de ses tableaux des œuvres presque abstraites.
Les peintures créées après la Seconde Guerre mondiale restent encore fortement expressionnistes, mais les couleurs sont plus atténuées. Karl Schmidt-Rottluff se tourne, par la suite, vers l'aquarelle.
L'artiste pratique aussi la gravure sur bois, la lithographie et la gravure. Il est considéré comme un classique des modernes.

## Expositions

### Permanentes

#### Allemagne
- Brücke Museum, Berlin-Zehlendorf - environ 300 œuvres, peintures, aquarelles, dessins, cartes postales, environ 200 gravures sur bois[53], eaux-fortes, lithographies, sculptures et œuvres d'arts appliqués[69].
- Musées d'État de Berlin, Berlin.
- Collection Buchheim, Bernried, Bavière[23].
- Collections d'art de Chemnitz (de) - près de 300 œuvres.
- Musée de la Sarre - 70 peintures et aquarelles.
- Musée Städel, Francfort.
- Musée Von der Heydt, Wuppertal.

#### Canada
- Galerie d'art de Winnipeg, Winnipeg, Manitoba.
- Galerie d'art du Grand Victoria Victoria, Colombie britannique, Canada.
- Galerie d'art du MacKenzie, Saskatchewan, Canada.

#### États-Unis
- Musée des beaux-arts, Boston.
- Institut d'art de Chicago, Chicago.
- Musée d'art de Cleveland, Cleveland, Ohio.
- Institut des arts de Detroit, Detroit, Michigan - trois œuvres.
- Musée d'art d'Indianapolis, Indianapolis, Indiana.
- Musée d'art du comté de Los Angeles, Los Angeles, Californie.
- Musée d'art de Milwaukee, Milwaukee, Wisconsin.
- Musée de Brooklyn, New York.
- Musée d'art métropolitain, New York.
- Musée d'art moderne, New York - trente œuvres.
- Musée Neue Galerie pour l'art allemand et autrichien, New York.
- Musée d'art Allen, Oberlin College, Ohio.
- Musée d'art d'Oklahoma City, Oklahoma City, Oklahoma.
- Musée Norton Simon, Pasadena, Californie.
- Musée d'art de Portland, Portland, Maine.
- Musée d'art de Caroline du nord, Raleigh, Caroline du nord.
- Musée d'art de Saint Louis, Saint Louis, Missouri.
- Musée d'art de San Diego, San Diego, Californie.
- Musée d'État d'art de Ball, Indiana.
- Musée d'art Block à l'université du nord-ouest, Illinois.
- Musées d'art de l'université Harvard, Massachusetts.
- Musée d'art Palmer, université d'État de Pennsylvanie.
- Collection d'art de l'université de Syracuse.

#### Royaume-Uni
- Galerie Tate, Londres, Royaume-Uni.
- Musée Victoria et Albert, Londres, Royaume-Uni.

#### Autres pays
- Galerie d'art de Nouvelle Galles du sud, Sydney, Australie.
- Albertina, Vienne, Autriche.
- Musée Thyssen-Bornemisza, Madrid, Espagne.

### Temporaires
- 1905 (novembre) - exposition de Die Brücke, Leipzig.
- 1910 (mai) - exposition de Die Brücke, Berlin[9].
- 1910 - expositions de la Nouvelle Sécession, Berlin.
- 1911 - galerie Commeter, Hambourg, Allemagne.
- 1912 - seconde exposition de Der Blaue Reiter, Munich.
- 1912 - exposition du Sonderbund, Cologne.
- 1914 - galerie Fritz Gürlitt.
- 1914 - musée Folkwang.
- 1936 - galerie Ferdinand Möller, 70 aquarelles.
- 1936 - galerie Westermann, New York.
- 1937 (février - mars) - galerie Karl Buchholz, Berlin, 40 aquarelles.
- 1937 (juillet) - Entartete Kunst, Munich - 25 peintures, 24 dessins et deux aquarelles.
- 1938 - exposition d'artisanat.
- 1951 - galerie d'art de Mannheim.
- 1951 - Galerie nationale (allemand : Staatsgalerie Stuttgart), Stuttgart.
- 1953 - exposition organisée par la société Kestnergesellschaft, à Hanovre.
- 1953 - Leicester (Royaume-Uni).
- 1954 - expositions à Kiel, Nuremberg et Hambourg.
- 1955 - documenta 1, Cassel.
- 1961 - Les sources du XXe siècle, Paris.
- 1964 - rétrospective, Essen.
- 1969 - Karl Schmidt-Rottluff - Aquarelle der 60er Jahre, Brücke-Museum, Berlin[70].
- 1972 - Karl Schmidt-Rottluff - Aquarelle von 1909-1970, Brücke-Museum, Berlin[62].
- 1973 - Karl Schmidt-Rottluff - Gemälde des Spätwerks, Brücke-Museum, Berlin[62].
- 1974 - Karl Schmidt-Rottluff - Das graphische Werk, Brücke-Museum, Berlin[62].
- 1977 - Karl Schmidt-Rottluff - Das nachgelassene Werk, Brücke-Museum, Berlin[62].
- 1984 - Karl Schmidt-Rottluff - Aquarelle, Brücke-Museum, Berlin[62].
- 1984 - Karl Schmidt-Rottluff - Gemälde. Zum 100. Geburtstag, Brücke-Museum, Berlin[62].
- 1985 - 1986 - Karl Schmidt-Rottluff - Der Holzstock als Kunstwerk, Brücke-Museum, Berlin[62].
- 1992 - Karl Schmidt-Rottluff - Aquarelle, Brücke-Museum, Berlin[62].
- 1993 - Karl Schmidt-Rottluff - Der Maler, Brücke-Museum, Berlin[62].
- 1995 - Gemälde der Sammlung - Die Schmidt-Rottluff - Bildnisse, Brücke-Museum, Berlin[62].
- 1996 - Karl Schmidt-Rottluff - Tuschpinselzeichnungen, Brücke-Museum, Berlin[62].
- 1996 - galerie moderne Rupertinum, Salzbourg.
- 1999 - Karl Schmidt-Rottluff - Gemälde, Aquarelle, Zeichnungen, Brücke-Museum, Berlin[62].
- 2001 - Karl Schmidt-Rottluff - Aquarelle, Brücke-Museum, Berlin[62].
- 2001 - Karl Schmidt-Rottluff - Druckgraphik, Brücke-Museum, Berlin[62].
- 2002 (19 octobre - 5 janvier 2003) - Karl Schmidt-Rottluff: Selections from the Robert Gore Rifkind Center for German Expressionist Studies, Musée d'art du comté de Los Angeles, Los Angeles, Californie.
- 2003 - Karl Schmidt-Rottluff, galerie Maulberger, Munich, Allemagne.
- 2004 - Karl Schmidt-Rottluff – Aquarelle, Brücke-Museum, Berlin[62].
- 2005 - Karl Schmidt-Rottluff - Explosion der Farbe, Brücke-Museum, Berlin[62].
- 2007 (1er juin - 26 août) - Expressive! The Artists of Die Brücke: The Collection of Hermann Gerlinger, Albertina, Vienne.
- 2008 (26 août - 26 octobre) - Impassioned Images: German Expressionist Prints, Centre d'art Frances Lehman Loeb[60].
- 2008 - Ekstase, Rhythmus, Stille - Pastelle von Karl Schmidt-Rottluff, Brücke-Museum, Berlin[62].
- 2008 (6 décembre au 1er mars 2009) - Expressionismus – Auftakt zur Moderne in der Natur, Kunsthalle Jesuitenkirche, Aschaffenburg[6].
- 2010 (6 novembre - 23 janvier 2011) - Karl Schmidt-Rottluff: Landschaften und Stillleben, Musée de la Sarre, Sarrebruck.
- 2011 (23 janvier - 15 mai) - Karl Schmidt-Rottluff: Unbekannte Blätter aus einer Privatsammlung, aquarelles tardives, maison Ernst-Barlach (de), Hambourg.
- 2011 (11 février - 17 juillet) - Karl Schmidt-Rottluff. Ostseebilder, 35 peintures, 60 aquarelles et cent lithographies[71] des rivages de la Baltique, de l'île danoise d'Alsen, de Nida, sur l'isthme de Courlande, de Hohwacht et Sierksdorf, en baie de Lübeck, de Jarosławiec et Rumbke, sur le Lebasee, en Poméranie, Brücke Museum, Berlin[72],[73].
- 2011 - Aquarelle von Erich Heckel und Karl Schmidt-Rottluff, Brücke-Museum, Berlin[62].
- 2011 - Sommergäste. Von Arp bis Werefkin - Die Klassische Moderne in Mecklenburg und Pommern, Musée d'État, Schwerin, Allemagne.
- 2012 (8 juillet - 7 octobre) - Karl Schmidt-Rottluff - Die Holzstöcke, musée Buchheim, trente gravures sur bois du Brücke-Museum de Berlin[53].
- 2012 (18 - 21 octobre) - Foire internationale d'art contemporain, Paris, 2 tableaux[74].

## Distinctions

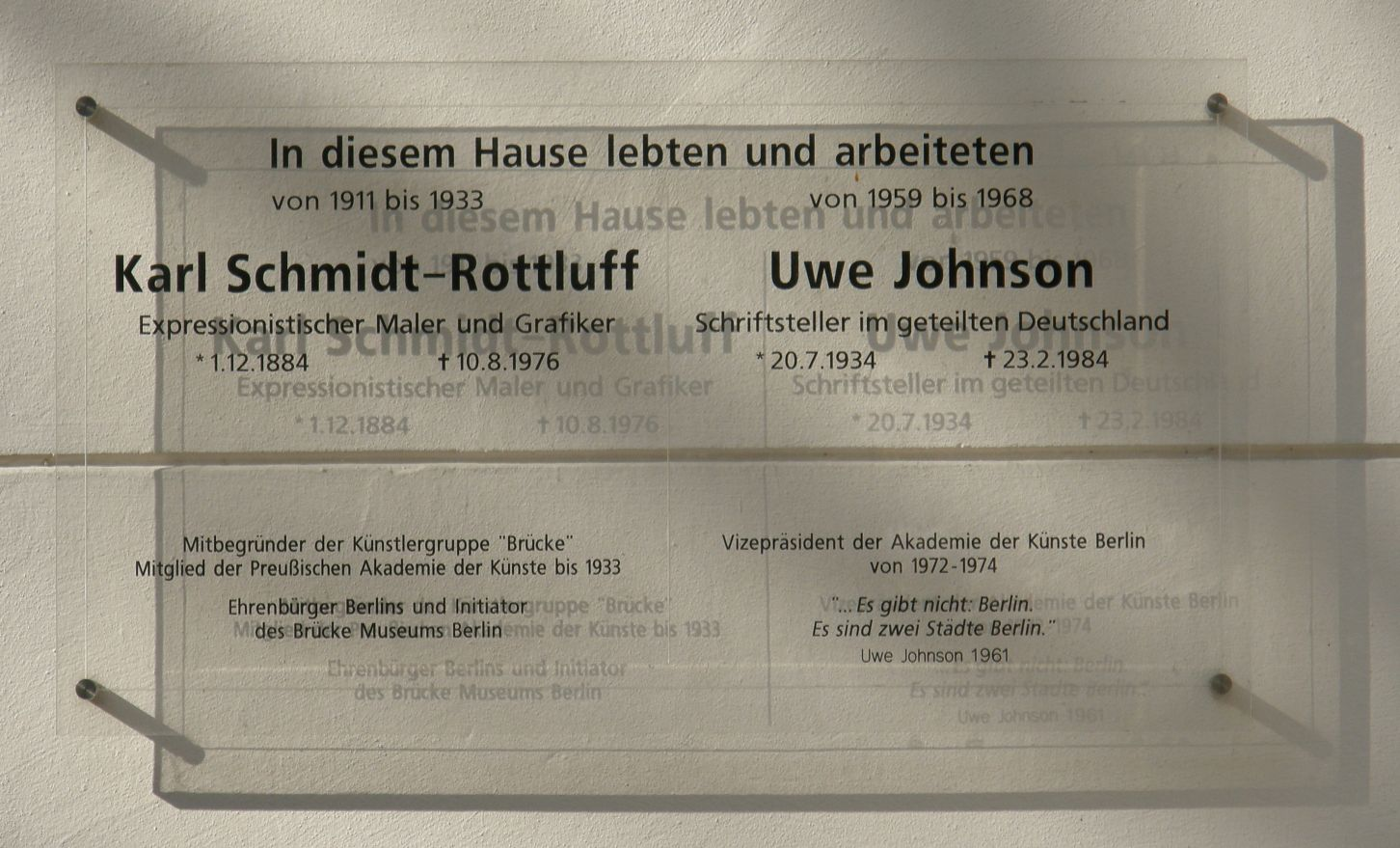
Plaque commémorative, au 14 Niedstraße, à Berlin-Friedenau.

Karl Schmidt-Rottluff reçoit, en 1930, le Prix Villa Massimo. En 1946, il est nommé citoyen d'honneur de la ville de Chemnitz. En 1952, il reçoit le Prix d'Art de la Ville de Berlin et, en 1955, le prix Cornelius de Düsseldorf. En 1956, il est décoré de la plus haute distinction allemande, l'ordre Pour le Mérite pour la science et l'art. 
Il reçoit le grand prix d'art du land de Rhénanie du nord-Westphalie en 1958 et le prix d'art de la ville de Munich en 1961. En 1970, il est nommé citoyen d'honneur de Berlin (de). En 1974, le premier prix Lovis Corinth lui est attribué. La même année, il est membre honoraire de l'Académie américaine des arts et des lettres.
Deux rues portent son nom, l'avenue Schmidt-Rottluff (de) (qui est le sujet de la peinture Seehofallee in Sierksdorf), à Sierksdorf, et la Karl-Schmidt-Rottluff-Weg, à Berlin-Zehlendorf (entre la Berliner Straße et la Schützallee). À Chemnitz, une école secondaire porte son nom.

## Bourse Karl-Schmidt-Rottluff
La bourse Karl-Schmidt-Rottluff (de) est créée par le peintre en 1975. Elle est financée par la Fondation Karl-Schmidt-Rottluff, à qui l'artiste a fait don de sa fortune personnelle :

« Avec la conviction que le succès de mon travail de création soit conservé et incorporé dans le flux de la création artistique. »

 Tous les deux ans, un jury d'artistes attribue jusqu'à cinq bourses d'études de 37 000 €, pour une durée d'un an, renouvelable une fois, à des artistes des arts visuels (peintres, sculpteurs, dessinateurs, artistes de performance).

## Timbres-poste
Le tableau Sonnenblumen auf grauem Grund (Tournesols sur fond gris), de Karl Schmidt-Rottluff, est représenté sur un timbre commémoratif de 60 pfennigs, émis en 1984 par la poste fédérale à Berlin-ouest (de). En 1995, la poste fédérale (de) émet un timbre commémoratif de 300 pfennigs, représentant le tableau Gutshof in Dangast (Michel, no 1776).